# La fortuna sia con me (singolo)
La fortuna sia con me è un singolo della cantante italiana Anna Tatangelo, pubblicato il 30 marzo 2020 come sesto estratto dall'omonimo album.

## Video musicale
Il videoclip, diretto da Cosimo Alemà, è stato pubblicato in concomitanza del lancio del singolo sul canale Youtube della cantante.